# Cementownia Rudniki
Cementownia Rudniki – cementownia położona w Rudnikach koło Częstochowy. Zajmuje się produkcją cementów portlandzkich (żużlowych, wieloskładnikowych, wapiennych) oraz cementów hutniczych. Od 2005 roku zakład należy do firmy Cemex.
Cementownia korzysta z kamienia wapiennego wydobywanego w pobliskim kamieniołomie Latosówka (położonym na terenie gminy Mstów). Do 1989 roku wydobycie było prowadzone w kamieniołomie Lipówka.

## Historia
Pierwsza cementownia w Rudnikach (o nazwie „Jakub”) została wybudowana w latach 1897-1898. Przed wybuchem I wojny światowej zakład został znacznie przebudowany (zainstalowano m.in. piec obrotowy), jednak nie uruchomiono go przed wybuchem wojny. Roczna zdolność produkcyjna zakładu wynosiła w 1913 roku 27 tysięcy ton.
Nowa cementownia została oddana do użytku 16 stycznia 1965 roku. Jej budowa była realizowana w ramach II planu pięcioletniego. O lokalizacji inwestycji zadecydowała bliskość złóż kamienia wapiennego, a także Huty Częstochowa, która mogła dostarczać żużel wielkopiecowy do produkcji cementu hutniczego.
W 2016 roku projekt „Modernizacja pieca w cementowni Rudniki” został wyróżniony Polską Nagrodą Inteligentnego Rozwoju.